# 周彝
周彝（14世紀—15世紀），字秉倫，號本端，湖廣永州府永明縣東城人，明朝政治人物。

## 生平
周彝是永樂九年（1411年）辛卯科舉人，永樂十三年（1415年）成進士，獲授行人，奉使到交趾清化府和琉球國冊封，賜緋加一品服，也因為宣諭稱旨，在回朝後得到優詔褒獎。
之後周彝外任雷州知府，因父母去世解任，服闋後補任瓊州知府，兩任都有聲譽，府民都為他鐫刻去思碑記念他，廖道南《楚紀》詳細記述了其政績。

## 引用
1. 1 2  道光《永明縣志·卷十·人物志》：周彝，字秉倫，號本端，居東城，永樂乙未進士，初授行人，奉使冊封交趾清化府，賜緋加一品服，宣諭稱旨，使還優詔褒之。奏最出為雷州知府，以艱解任，服闋補瓊州知府，居官綽有政聲，兩郡鐫去思碑記之，廖學士道南《楚紀》述政績甚詳。
2. ↑  道光《永明縣志·卷七·選舉志》：永樂九年辛卯解元江夏熊英榜 周彝 見進士
3. ↑  《明仁宗昭皇帝實錄·卷二上》：（永樂二十二年九月）己卯遣行人周彛賫勑使流球國。